# Chimaeromyrma
Chimaeromyrma este un gen dispărut, monotipic de furnici, descris pentru prima dată în 1988 de Dlussky. Conține singura specie C. brachycephala.